# Kaßberg-Gefängnis

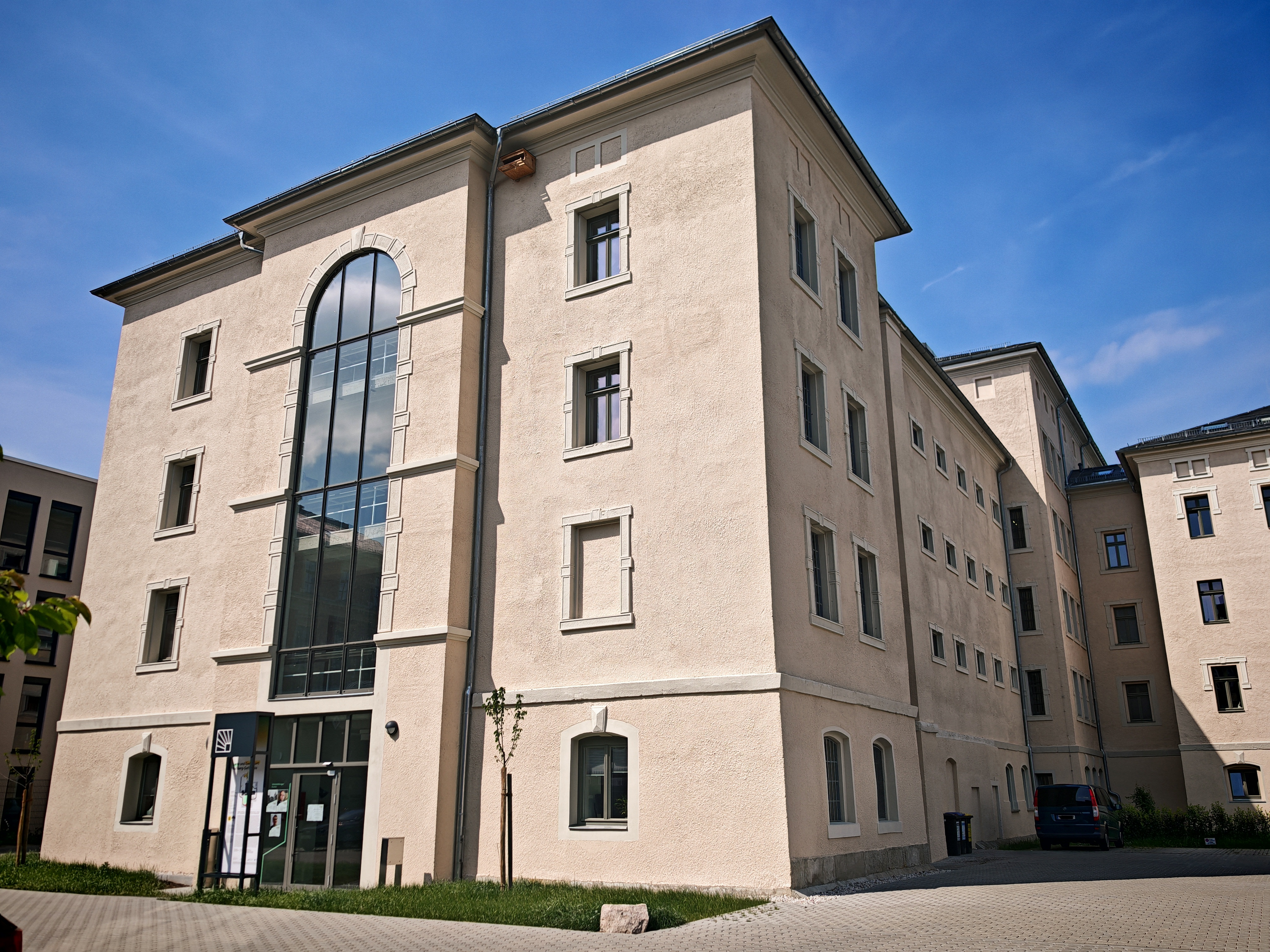
Außenansicht des heutigen Lernorts im früheren Hafttrakt B

Das ehemalige Kaßberg-Gefängnis in Chemnitz war der zentrale Abwicklungsort des Häftlingsfreikaufs aus der DDR auf Seiten des ostdeutschen Regimes. Für rund 30.000 der mehr als 33.000 politischen Gefangenen, die zwischen 1962/63 und 1989 von der Bundesregierung aus der Haft in der DDR freigekauft wurden, ging es von hier aus in die Freiheit. Außerdem war es gemessen an der Anzahl der Haftplätze die größte Untersuchungshaftanstalt des Ministeriums für Staatssicherheit. Zuvor hatten die Gebäude der sowjetischen Geheimpolizei NKWD/MGB als Haftort gedient. In der Zeit des Nationalsozialismus waren im Kaßberg-Gefängnis Angehörige unterschiedlicher Opfergruppen eingesperrt. Das Gefängnis war ein Ort der nationalsozialistischen Judenverfolgung.
In einem Teil des Gebäudekomplexes betreibt der gleichnamige Verein den Lern- und Gedenkort Kaßberg-Gefängnis mit Dauerausstellung. Er erinnert an die doppelte Diktaturgeschichte des einstigen politischen Haftorts und den Häftlingsfreikauf aus der DDR.

## Geschichte

### Errichtung und Umbauten

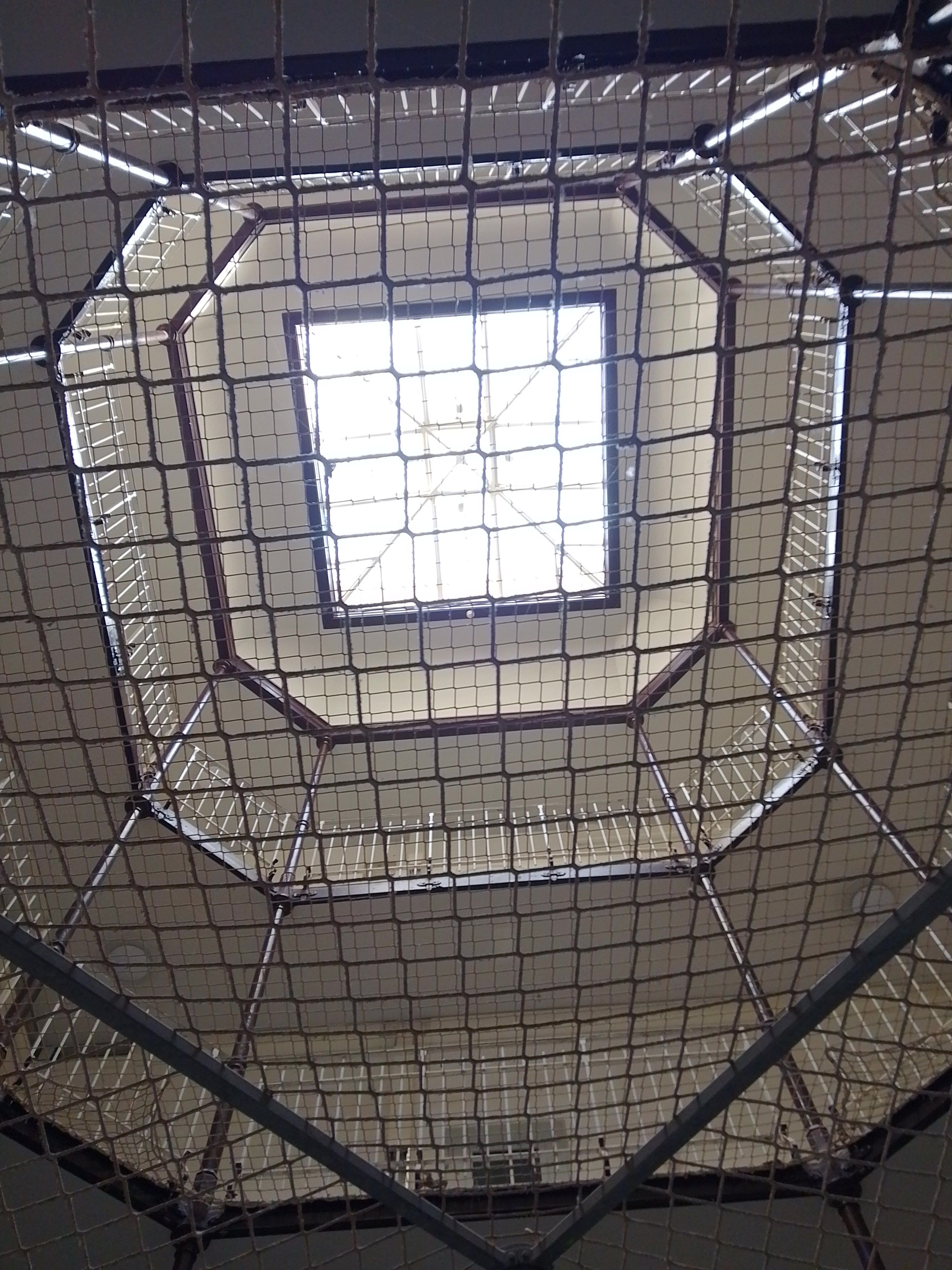
Blick in die sogenannte Rotunde im Mai 2025

Das Kaßberg-Gefängnis wurde von 1876/77 in Chemnitz auf dem Kaßberg als Königlich-Sächsische Gefangenenanstalt in unmittelbarer Nachbarschaft zum Land- und Amtsgerichtsgebäude errichtet. Grundlagen waren das sogenannte panoptische Prinzip und gefängnisreformerische Ideen. Der Gebäudekomplex umfasste die Hafttrakte A, B und C in Galeriebauweise und ein Verwaltungsgebäude, die kreuzförmig angeordnet und durch einen Mittelbau („Rotunde“) miteinander verbunden waren.
Ab Ende der 1930er-Jahre entstanden ein Erweiterungsanbau am sogenannten C-Flügel sowie als zusätzlicher Hafttrakt die Flügel D und E, die sich T-förmig an den Hafttrakt B anschlossen und – bis auf die Erweiterung des C-Trakts – nicht mehr vorhanden sind.
In der DDR-Zeit kamen der zweigeschossige sogenannte Vernehmertrakt (am A-Flügel) sowie barackenartige Anbauten hinzu. Auch diese Gebäudeteile existieren  nicht mehr.
Die gegenwärtige Gestalt des Gebäudekomplexes entspricht damit annähernd wieder jener der Entstehungszeit.
Im früheren Hafttrakt B wurde 2023 der Lernort des Lern- und Gedenkorts Kaßberg-Gefängnis eröffnet. Bereits 2017 entstand auf dem einstigen Gefängnisgelände der Gedenkort in der Kaßbergstraße. Dort sind ein Wachturm und Teile der Außenmauer des ehemaligen Gefängnisses erhalten geblieben.
Die früheren Trakte A und C sowie das einstige Verwaltungsgebäude werden heute für Wohnzwecke genutzt. Auf dem ehemaligen Gefängnisgelände entstanden im Zuge der Umnutzung außerdem zwei neue Wohnhäuser (Straßenseite) sowie ein Gebäude für die Sozialen Dienste des Landgerichts Chemnitz (Gerichtsseite).

### Nationalsozialistisches Untersuchungs- und Strafgefängnis

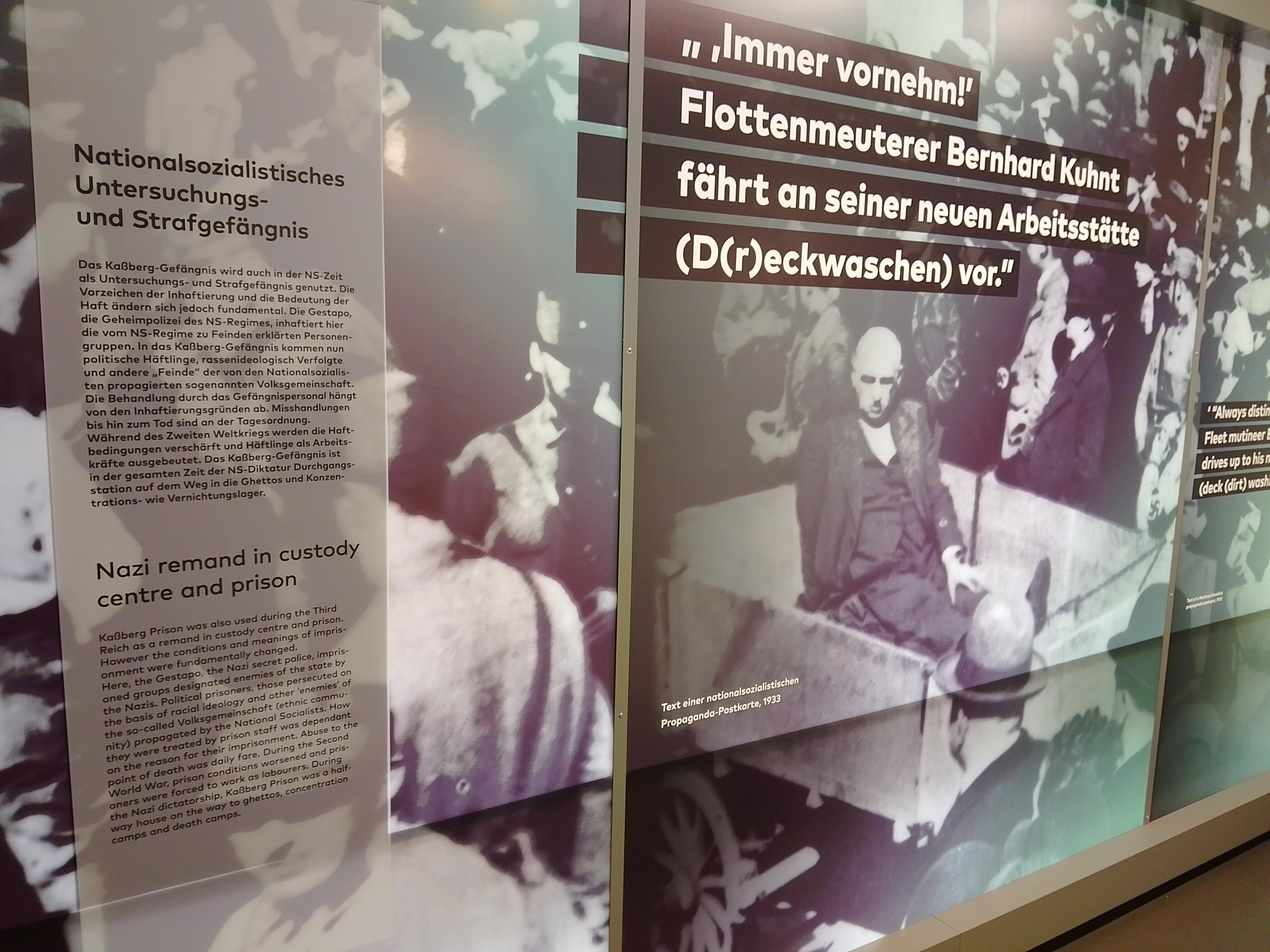
Detail im Ausstellungsbereich über die Zeit des Nationalsozialismus im dritten Obergeschoss des heutigen Lernorts

In der Zeit des Nationalsozialismus waren im damaligen Untersuchungs- und Strafgefängnis auf dem Kaßberg neben Kriminellen zahlreiche politische Gegner, insbesondere Kommunisten und Sozialdemokraten inhaftiert. Auch Jüdinnen und Juden wurden im Kaßberg-Gefängnis eingesperrt. Nach Beginn des Zweiten Weltkriegs kamen Zwangsarbeiterinnen und Zwangsarbeiter aus den besetzten Ländern Europas hinzu, denen „Spionage“ oder „Sabotage“ vorgeworfen wurden, aber auch hungerbedingte Diebstähle oder Nichterfüllung der Arbeitsnormen waren Haftgründe.
Kennzeichen der Haftbedingungen waren eine extreme Überbelegung, eine nicht ausreichende Ernährung und Gewaltanwendung. In der Pariser Exilpresse wurde 1936 von Zellenbelegungen von sechs bis acht Personen statt der vorgesehenen zwei bis drei Insassen berichtet. Im Mai/Juni 1933 wurden zahlreiche Häftlinge in das östlich von Chemnitz gelegene frühe Konzentrationslager Sachsenburg verschleppt.
Grundlage für willkürliche Inhaftierungen war vielfach die sogenannte Schutzhaft. Mit den Nürnberger Gesetzen kamen 1935 als Haftgründe vermeintliche Straftatbestände hinzu, die unbescholtene jüdische Bürgerinnen und Bürger kriminalisierten (Verrechtlichung von Unrecht).
Bei den reichsweiten Pogromen in der Nacht vom 9. auf den 10. November 1938 wurden in Chemnitz und Umgebung 186 jüdische Männer in sogenannte Schutzhaft genommen. 14 von ihnen wurden in der Folge mehrere Wochen auf dem Kaßberg gefangen gehalten, 172 in das Konzentrationslager Buchenwald verschleppt.
Im Zweiten Weltkrieg wurden Haftinsassinnen und Haftinsassen zur Rüstungsproduktion in Chemnitzer Betrieben herangezogen. Spätestens ab August 1942 befanden sich im Kellergeschoss Räume für die Rüstungsproduktion.
Bei den Bombenangriffen auf Chemnitz am 5. März 1945 durch die Alliierten wurde der C-Flügel getroffen und geriet in Brand. Mehreren Gefangenen gelang die Flucht, darunter die später so genannten Hutholz-Opfer, die im Rahmen der „Aktion Gitter“ inhaftiert worden waren. Die sieben kommunistischen Widerstandskämpfer gerieten anschließend erneut in Haft. Am 27. März 1945 wurden sie in einem Waldstück nahe Chemnitz ermordet.

### NKWD-/MGB-Zeit
Im Juni 1945 übernahm die sowjetische Geheimpolizei NKWD (später MGB) das Gefängnis und nutzte den Gebäudekomplex unter veränderten Vorzeichen weiter als politischen Haftort. Es ging um die Verfolgung von NS- und Kriegsverbrechen. Tatsächlich befanden sich beispielsweise Angehörige des Chemnitzer Polizeibataillons 304 im Kaßberg in Haft. In der Mehrheit gerieten jedoch politische Gegner des kommunistischen Regimes und sonstige missliebige Personen ins Visier der Besatzungsmacht.
Auch Jugendliche, die sich beispielsweise nach Waffenfunden dem Vorwurf ausgesetzt sahen, sich als sogenannte Werwölfe betätigt zu haben, wurden inhaftiert. Vernehmungen waren von Gewalt und Einschüchterung geprägt. Gefangene wurden vom Sowjetischen Militärtribunal Nr. 48240 in rechtsstaatswidrigen Schnellverfahren abgeurteilt.
Das Kaßberg-Gefängnis diente darüber hinaus als Haftort in Zusammenhang mit dem Uranbergbau der SAG Wismut für das sowjetische Atombombenprogramm. Festgenommene aus dem Wohnumfeld oder mit beruflichem Bezug zur Wismut wurden in der Regel im Kaßberg inhaftiert. Auch in diesen Fällen wurden drakonische Strafen verhängt, darunter nachweislich mindestens 22 Mal die Todesstrafe, die in der Regel im Moskauer Butyrka-Gefängnis vollstreckt wurde.
Auch in der DDR-Zeit blieb der Kaßberg Haftort für Festgenommene mit Wismutbezug. Die Abteilung IX der sogenannten Objektverwaltung Wismut des Ministeriums für Staatssicherheit war im Verwaltungsgebäude des Kaßberg-Gefängnisses untergebracht.

### Stasi-Untersuchungshaftanstalt

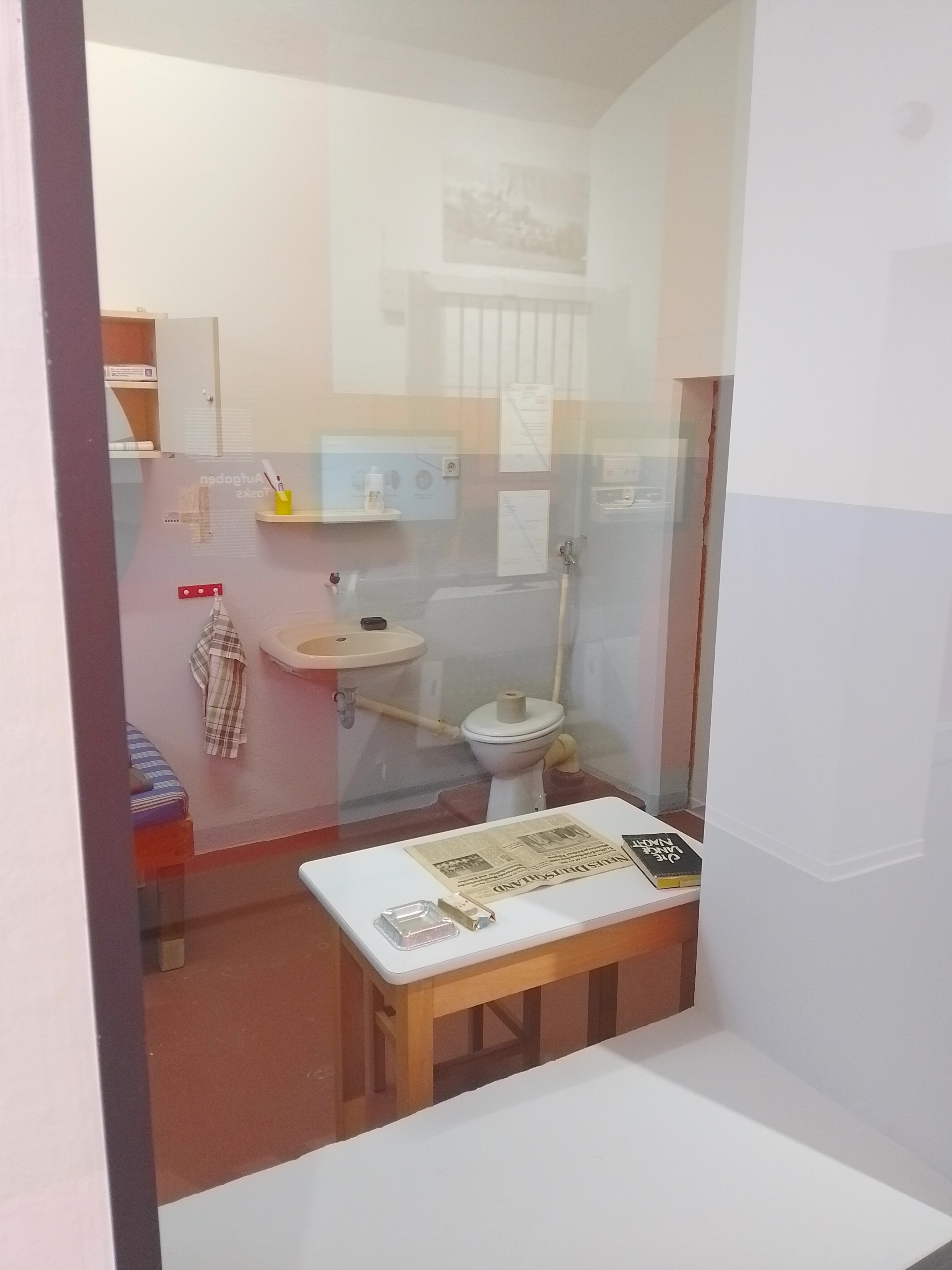
Eine sogenannte Schauzelle im zweiten Obergeschoss des heutigen Lernorts zeigt eine Zellenausstattung der MfS-Untersuchungshaft der 1980er-Jahre.

Spätestens 1954 übernahm das ostdeutsche Regime die Verantwortung für den Gefängniskomplex. Der den D/E-Trakt umfassende Gefängnisteil wurde Untersuchungshaftanstalt des DDR-Ministeriums des Innern, der restliche, weit größere Teil Untersuchungshaftanstalt des Ministeriums für Staatssicherheit. Gemessen an der Anzahl der Haftplätze (320 bis 370) handelte es sich um die größte der insgesamt 17 Untersuchungshaftanstalten der Staatssicherheit in der DDR.
Bis 1989 durchliefen mehr als 4300 Personen die MfS-Untersuchungshaft auf dem Kaßberg. Haftgründe waren beispielsweise „ungesetzlicher Grenzübertritt“ oder vielfach bei Ausreiseantragstellern „ungesetzliche Verbindungsaufnahme“ und „Beeinträchtigung staatlicher Tätigkeit“.
Untersuchungshäftlinge waren in der Regel allein oder mit lediglich einer weiteren Person auf der Zelle eingeschlossen, wobei häufig im Unklaren blieb, ob es sich um sogenannte Zelleninformanten handelte, der einen aushorchen oder zu Aussagen veranlassen sollte.
Vernehmungen fanden in einem zweigeschossigen Vernehmertrakt statt, zu wechselnden Tageszeiten, oftmals in den Nacht- oder frühen Morgenstunden. Um der Staatssicherheit dienliche Aussagen zu erhalten, etwa Geständnisse oder weitere Namen, arbeiteten Vernehmer mit Wiederholungen der immergleichen Fragestellungen, um die Vernommenen in Widersprüche zu verwickeln, sowie mit Drohungen und Falschbehauptungen, etwa um Misstrauen beispielsweise gegenüber dem eigenen Ehepartner oder Ängste über den Verbleib der Kinder zu wecken.
Für den Aufenthalt in den Zellen galt ein strenges Reglement. Es war nicht gestattet, sich tagsüber auf die Pritschen zu setzen oder zu legen. In Verbindung mit nächtlichen Verhören ist von Schlafentzug zu sprechen. Der Hofgang wurde in sogenannten Freigangzellen, fensterlosen Zellen ohne Dach, absolviert, die sich zwischen A- und C-Trakt befanden und die zur effizienten Überwachung tortenstückartig an einem Posten angeordnet waren.
Nach Verhandlung und Verurteilung, zumeist in den naheliegenden Gerichtsgebäuden, wurden die Gefangenen in der Regel zum Strafvollzug in Strafvollzugseinrichtungen des Ministeriums des Innern überstellt, etwa nach Brandenburg, Cottbus oder ins Frauengefängnis Hoheneck. Dort trafen die politischen Gefangenen des MfS auf Kriminelle mit zum Teil langen Haftstrafen aufgrund schwerer Straftaten und waren dadurch nicht nur dem Haftregime des Personals und Zwangsarbeitsverhältnissen ausgesetzt, sondern vielfach auch Repressionen von Mithäftlingen.

### Zentraler Abwicklungsort des Häftlingsfreikaufs
Von 1966/67 bis 1989 war der Kaßberg der zentrale Abwicklungsort für den Häftlingsfreikauf aus der DDR aufseiten des ostdeutschen Regimes, nachdem die Haftentlassungen im Rahmen des Freikaufs zuvor über Ost-Berlin abgewickelt worden waren. Bei der Entscheidung für den Kaßberg spielten die Größe der dortigen Stasi-Untersuchungshaftanstalt und die geografische Lage eine Rolle. Über die nahegelegene Autobahn 4 waren die damalige innerdeutsche Grenze mit dem Grenzübergang Wartha/Herleshausen und das zentrale Notaufnahmelager Gießen unmittelbar zu erreichen.
Politische Gefangene aus Strafgefängnissen in der gesamten DDR, die für den Freikauf vorgesehen waren, wurden nach Karl-Marx-Stadt gebracht. Der Haftort für die zur Entlassung bestimmten politischen Gefangenen war in der Regel der damalige Hafttrakt B, wegen des DDR-Unterhändlers für den Häftlingsfreikauf aus der DDR, Rechtsanwalt Wolfgang Vogel, auch „Vogelkäfig“ genannt. Im Jargon der Staatssicherheit war vom Kaßberg als „Päppelanstalt“ die Rede.
In Karl-Marx-Stadt wurden von den Betreffenden die Klärung von Eigentumsfragen, d. h. die Übertragung von Grundstücken und Hausbesitz, aber auch z. B. Fahrzeugen erzwungen. Bargeld musste ausgegeben oder überwiesen werden. Bei Geschiedenen mit Kindern, bei denen der andere Elternteil in der DDR blieb, mussten zudem Sorgerechtsfragen geklärt werden.
Am Schluss des Verwaltungsvorgangs stand die Entlassung aus der DDR-Staatsbürgerschaft. Die Freikaufhäftlinge bekamen eine sogenannte Entlassungsurkunde und wurden mit Bussen, gegen Ende der 1980er-Jahre in normalen Zügen in den Westen ins Notaufnahmelager Gießen gebracht. Ein Teil der Entlassungen vom Kaßberg aus erfolgte auch zurück in die DDR.
Die Bedingungen in der Freikaufkaufhaft auf dem Kaßberg werden von Zeitzeuginnen und Zeitzeugen als weniger streng beschrieben als zuvor in der Untersuchungshaft und im Strafvollzug. Zeitzeugen berichten teilweise z. B. von einer besseren Versorgung.

### Justizvollzugsanstalt
Der wiedergegründete Freistaat Sachsen nutzte das Gefängnis unter rechtsstaatlichen Gegebenheiten von 1990 bis 2010 als Justizvollzugsanstalt (JVA). Die Haftbedingungen wurden auf bundesdeutschen Standard gebracht. Modernisierungen fanden statt, stasi-typische Einbauten wie die Glasbausteine in den Fenstern, die den Haftinsassen den Ausblick verwehrt und damit die angestrebte Desorientierung aufrechterhalten hatten, wurden entfernt. Auch die sogenannten Freigangzellen wurden abgerissen.
2010 wurde die JVA aufgrund baulicher und Brandschutzmängel geschlossen. Die Haftinsassen wurden in andere Justizvollzugsanstalten verlegt.
Der Freistaat Sachsen stellte den leerstehenden Gebäudekomplex zum Verkauf.

## Lern- und Gedenkort

### Vereinsgründung
Ab seiner Gründung im Jahr 2011 setzte sich der Verein Lern- und Gedenkort Kaßberg-Gefängnis für den Erhalt des Gebäudekomplexes und für die Errichtung eines Gedenkorts ein. In der Folge fanden erste öffentliche Führungen durch die Gebäude statt, die auf großes Interesse stießen. Im Sächsischen Landtag wurde im November 2011 ein Beschluss erreicht, der die Berücksichtigung eines Gedenkorts bei Verkauf und Weiterentwicklung des Areals vorsah.
Heute ist der Verein Betreiber des Lern- und Gedenkorts Kaßberg-Gefängnis. Er hat gegenwärtig mehr als 130 Mitglieder. Vorsitzender ist seit 2014 der Chemnitzer Rechtsanwalt Jürgen Renz.

### Gedenkort an der Außenmauer

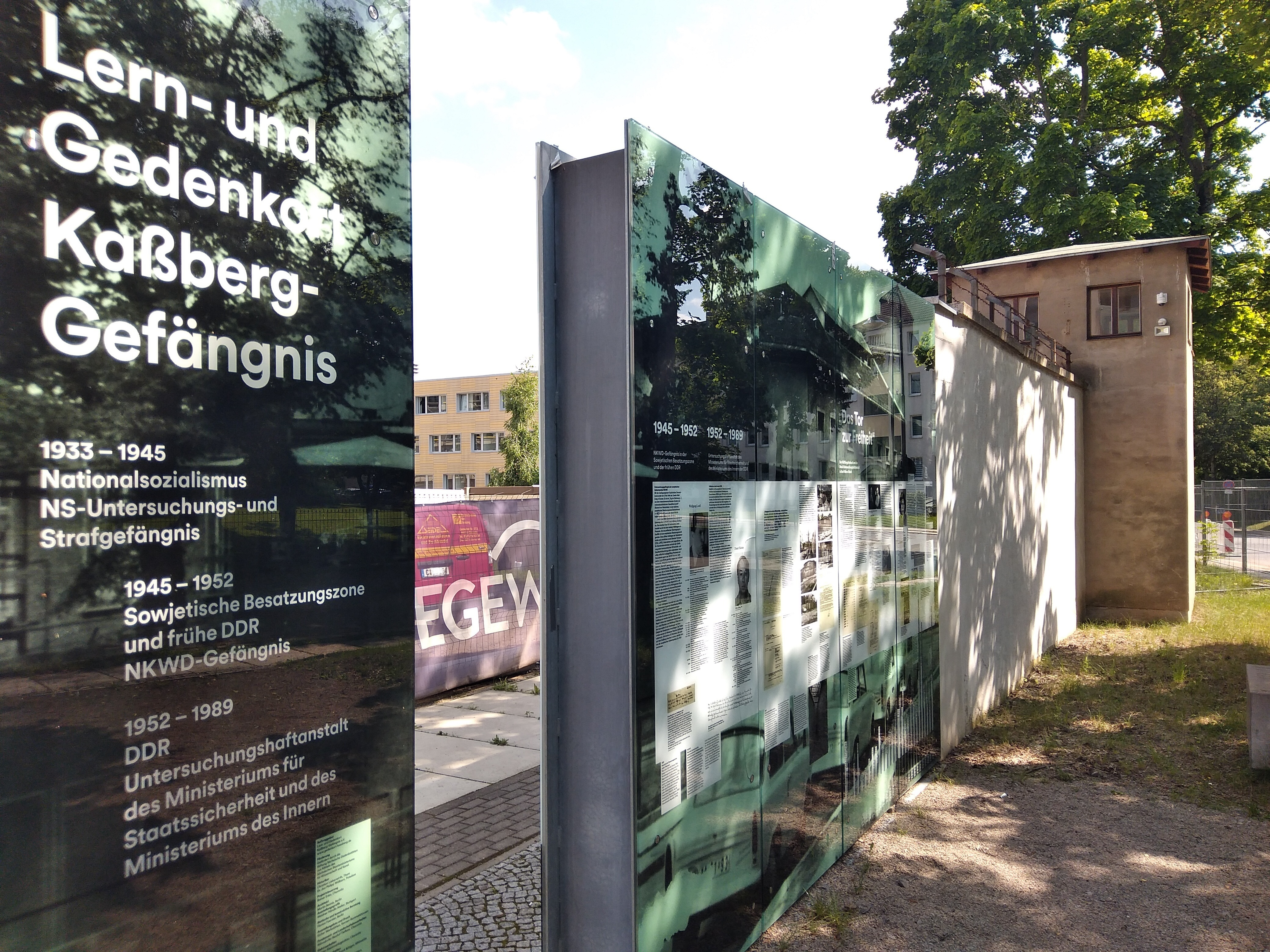
Gedenkort (Außenseite) an der früheren Gefängnismauer im August 2021

Im Jahr 2017 erwarb der Verein ein Teilstück des ehemaligen Gefängnisareals an der Seite zur Kaßbergstraße und realisierte mit Mitteln des Freistaats Sachsen den Siegerentwurf eines Ideenwettbewerbs der Stiftung Sächsische Gedenkstätten. Architekt des Entwurfs war Martin Bennis (Berlin), Gestalter Weidner Händle Atelier (Stuttgart).
Ein Wachturm und Segmente der früheren Gefängnis-Außenmauer blieben erhalten. Hinzu kamen Informationstafeln zur Geschichte des politischen Haftorts sowie an der Innenseite eine Gedenkinschrift für die Opfer der nationalsozialistischen Gewaltherrschaft und an der Außenseite ein Gedenkstein für die Opfer der kommunistischen Diktatur.
Der Gedenkort dient seit Ende 2023 als Eingangsbereich für den Außenrundgang über das Gelände hin zum Lernort im früheren Hafttrakt B. Als Ergänzung wurde ein taktiles Modell zur Baugeschichte des Gefängniskomplexes aufgestellt.
Regelmäßig finden Gedenkveranstaltungen für die Haftinsassinnen und Haftinsassen der jeweiligen Zeitabschnitte statt. Im Februar 2024 nutzten Angehörige der russischen Community in Chemnitz und Umgebung den Gedenkort (Außenseite) für Trauerbekundungen für den in politischer Haft in Russland ums Leben gekommenen Dissidenten Alexei Nawalny.

### Lernort im früheren Hafttrakt B

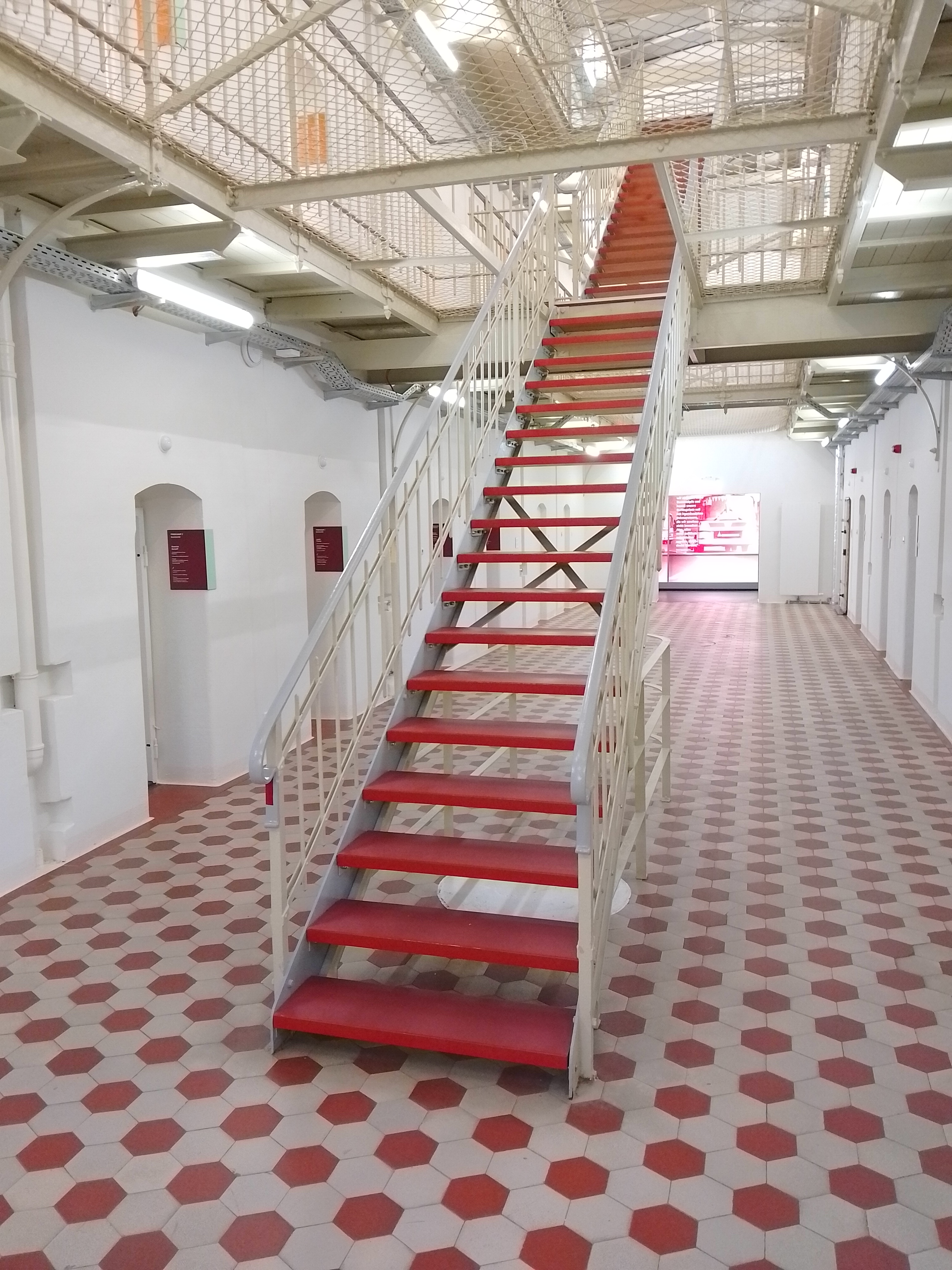
Blick in die frühere Hafthalle des einstigen Hafttrakts B im Mai 2025

Der sogenannte Lernort im früheren Hafttrakt B öffnete – finanziert von Bund, Freistaat Sachsen und Stadt Chemnitz – nach zwei Jahren Umbauzeit im Oktober 2023. Dieser Gebäudeteil ist der historische Abschiebetrakt für Freikaufhäftlinge, war jedoch durch die langjährige Nutzung als Justizvollzugsanstalt stark überformt. Betreiberverein und Gedenkstättenentwickler – Peter Wellach vom Büro beier+wellach projekte Berlin – entschieden sich gegen eine komplette Rekonstruktion des Zustands in der DDR-Zeit und stattdessen für einen modernen Lernort mit sogenannten „Fenstern in die Vergangenheit“. Dabei handelt es sich um eine punktuelle Sichtbarmachung der früheren Gestalt und Nutzungen.
Einbauten aus der bundesrepublikanischen Zeit wurden entnommen und beispielsweise Anstriche im Bestandstreppenhaus auf der Grundlage von Farbbefunden wiederhergestellt. Auf jedem der drei Obergeschosse wurde eine sogenannte Schauzelle hergerichtet, die Zellenausstattungen in der Freikaufhaft (1. Obergeschoss), der MfS-Untersuchungshaft (2. Obergeschoss) beziehungsweise der NS-Zeit (3. Obergeschoss) vergegenwärtigen.
Der größte Teil der früheren Gefängniszellen wird heute durch biografische Ausstellungsbereiche genutzt. Dort werden Haftschicksale ehemaliger politischer Gefangener der verschiedenen Zeitabschnitte thematisiert.

### Dauerausstellung

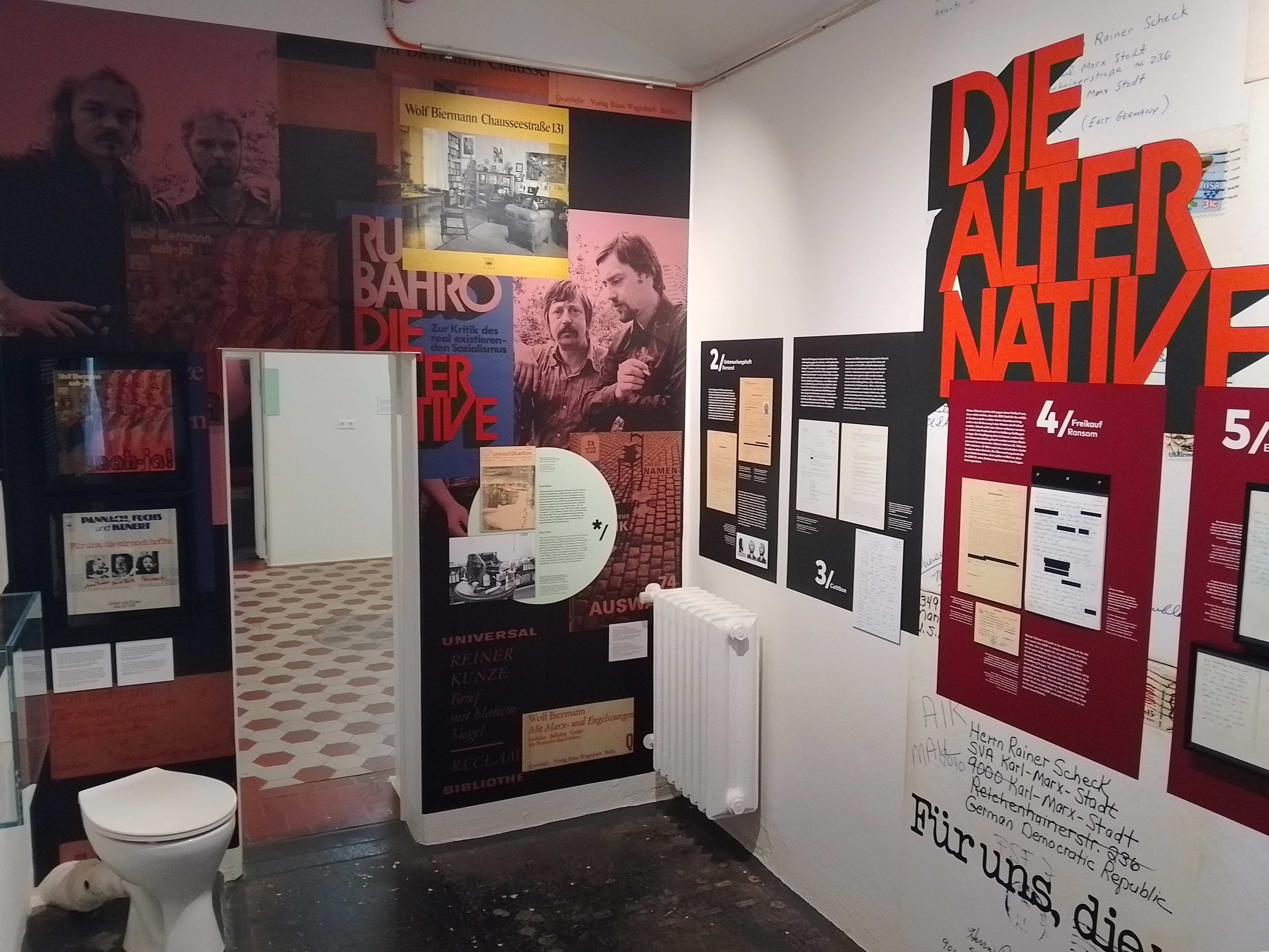
Der biografische Ausstellungsbereich über Rainer Scheck in einer der früheren Gefängniszellen

Eine Dauerausstellung im früheren Hafttrakt B beleuchtet die doppelte Diktaturgeschichte des einstigen politischen Haftorts und den Häftlingsfreikauf aus der DDR. Das erste Obergeschoss thematisiert den Häftlingsfreikauf, das zweite die Untersuchungshaft in der kommunistischen Zeit, das dritte die Zeit des Nationalsozialismus.
In den früheren Zellen werden zwölf Haftschicksale aus der NS-Zeit, vier aus der sowjetischen Besatzungszeit (NKWD/MGB), sechs aus der MfS-Untersuchungshaft und elf Schicksale, die mit dem Häftlingsfreikauf aus der DDR verbunden sind, erzählt.
Hinzu kommt jeweils ein Kontextbereich im sogenannten Kopfbau, der die historischen Hintergründe und Zusammenhänge erläutert.
Laut Konzeption sollen insbesondere junge Besucherinnen und Besucher auf diese Weise zuerst konkreten Biografien begegnen, sodass ein empathischer Zugang ermöglicht wird. In einem zweiten Schritt ermöglicht geschichtliches Wissen eine Einordnung.

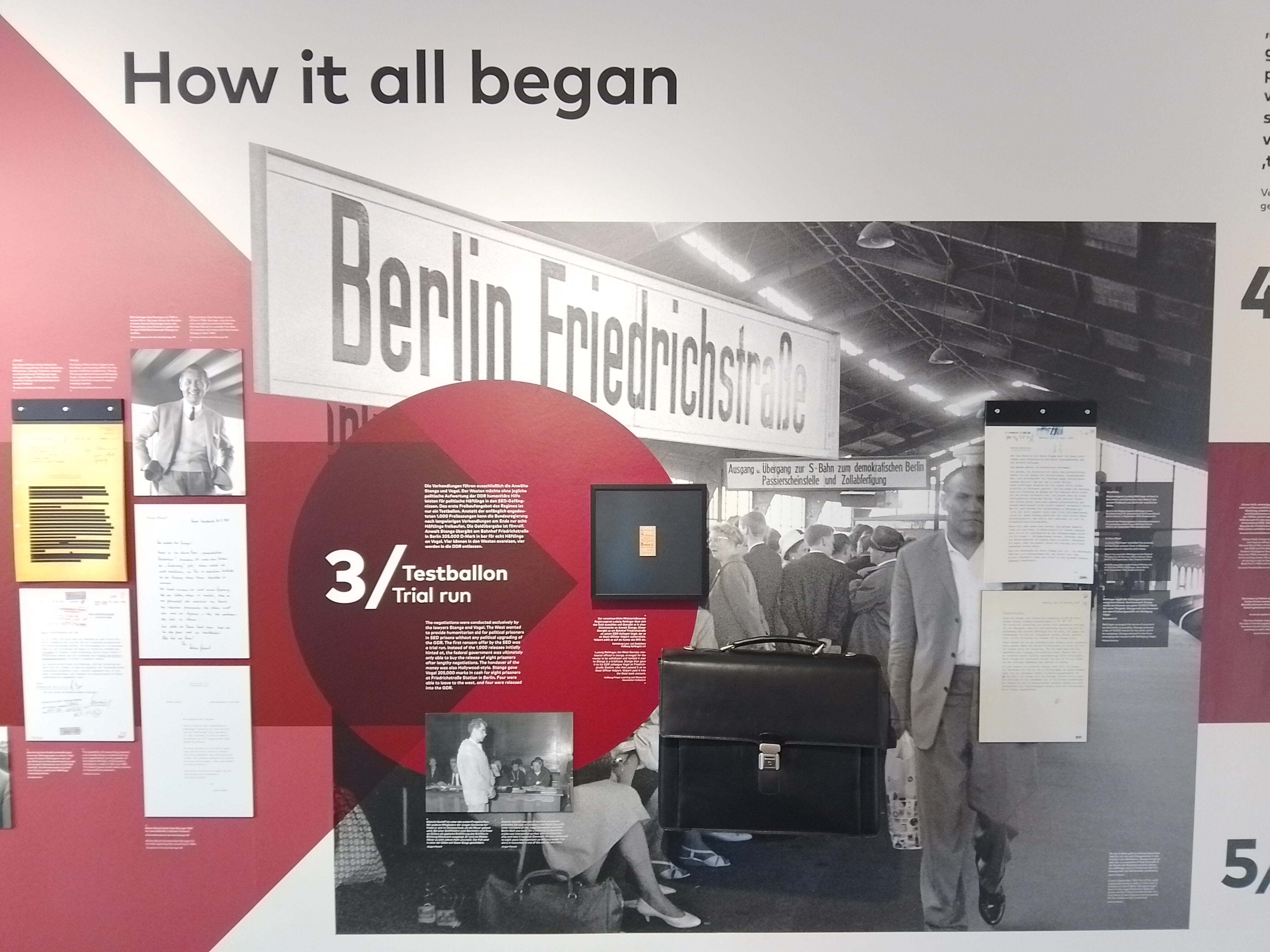
Zweisprachige Ausstellungswand im sogenannten Kontextbereich über den Häftlingsfreikauf

### Außenrundgang

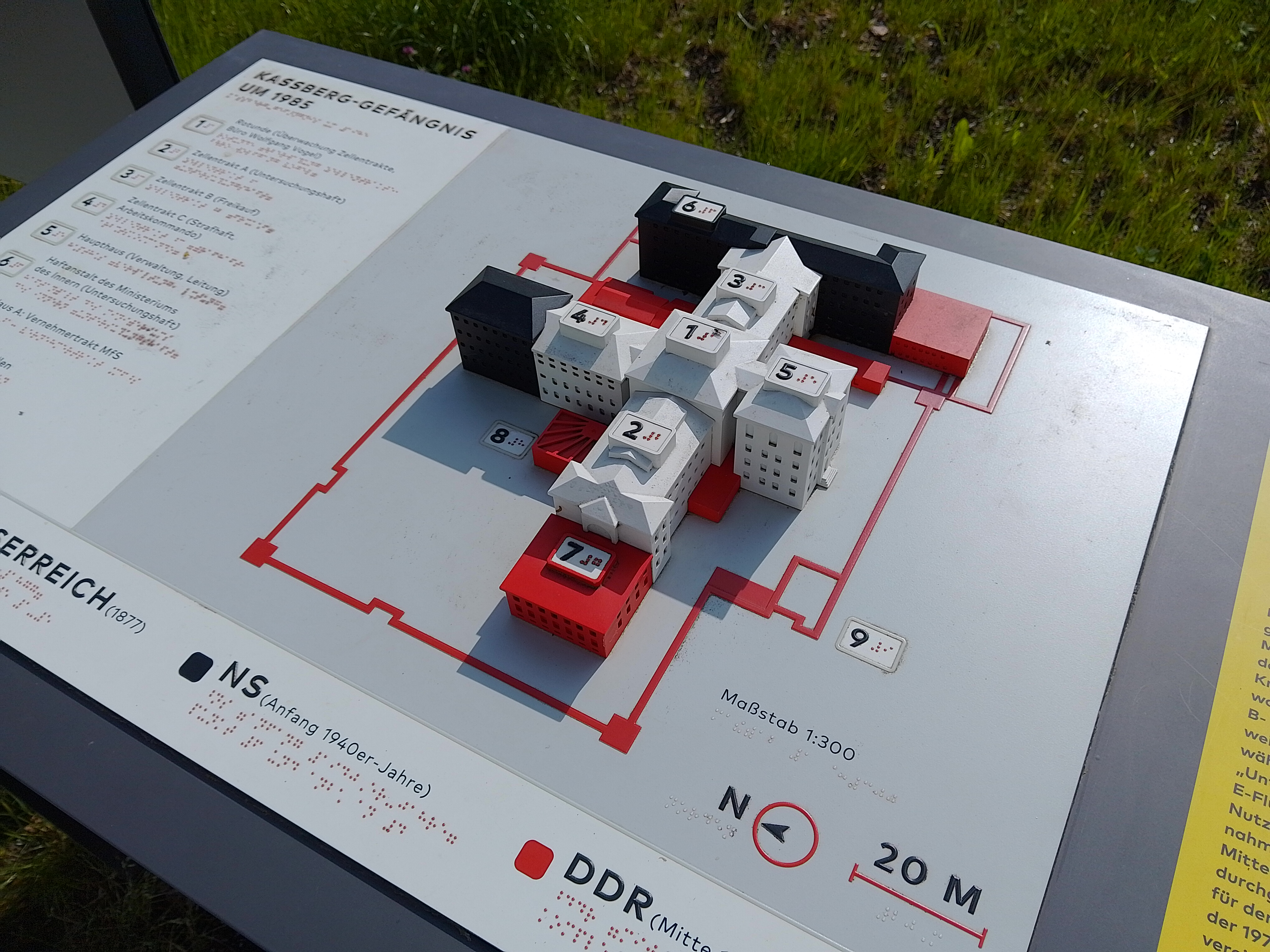
Das Verlaufstastmodell ist Bestandteil des Außenrundgangs über das frühere Gefängnisgelände.

In einem Außenrundgang über das Gelände zwischen Gedenkort und Lernort erinnern Tafeln und Infopulte mit Texten und Fotos an die frühere Gestalt und Nutzungen des Ortes. Dabei wird auch mit einer App, eingesprochenen Zeitzeugen-Erinnerungen und Augmented Reality gearbeitet, die verschwundene Gebäudeteile, etwa die frühere Fahrzeugschleuse, erinnert.
Am früheren Standort der sogenannten Freigangzellen, von den Häftlingen auch „Tigerkäfige“ genannt, markieren Bodenintarsien den einstigen Grundriss. Der stilisierte Grundriss der Freigangzellen ist auch das Logo der Gedenkstätte.

### Gedenkstättentätigkeit
Die Gedenkstätte versteht sich als „Lernort für Demokratie“. Bildungsangebote spielen eine zentrale Rolle für den Lern- und Gedenkort Kaßberg-Gefängnis. Regelmäßig sind Schulklassen und Jugendgruppen, aber auch Erwachsene für Führungen, in Workshops und Zeitzeugengesprächen zu Gast. Das Bildungsprogramm umfasst sowohl Angebote zur NS-Zeit als auch zur SBZ/DDR. Hinzu kommt die Zeitzeugenarbeit.
Im Rahmen eines Langzeitprojekts sammelt der Lern- und Gedenkort mit Unterstützung der Betroffenen und des Bundesarchivs – Stasi-Unterlagen-Archiv sogenannte Beurteilungsbögen, die das Ministerium für Staatssicherheit über die für den Freikauf vorgesehenen politischen Gefangenen anlegte.
Auch Abendveranstaltungen und Sonderausstellungen finden statt.
Im Jahr 2024 zählte der Lern- und Gedenkort Kaßberg-Gefängnis eigenen Angaben zufolge mehr als 10.000 Besucherinnen und Besucher.

### Reaktionen
Altbundespräsident Joachim Gauck besuchte am 17. Juni 2023 zum 70. Jahrestag des Volksaufstands in der DDR die damalige Baustelle des Lernorts im früheren Hafttrakt B. Die SED-Opferbeauftragte beim Deutschen Bundestag, Evelyn Zupke, nannte den entstehenden Lern- und Gedenkort Kaßberg-Gefängnis bei einem Besuch im Dezember 2022 einen „Ort von nationaler Bedeutung“.
Die Bundesstiftung Aufarbeitung verlieh nach der Eröffnung dem Lern- und Gedenkort Kaßberg-Gefängnis im Juni 2024 den Karl-Wilhelm-Fricke-Preis für die „langjährige, außergewöhnliche Arbeit und das ehrenamtliche Engagement der Vereinsmitglieder sowie des 2019 verstorbenen Vorstandsmitglieds Volker Bausch“, wie es zur Begründung hieß.
Der Historiker Ilko-Sascha Kowalczuk schrieb im Oktober 2024: „Wer die Konkretheit von Diktaturen verstehen möchte, der sollte, ja der muss hierherfahren und sich ein paar Stunden auf diesen Ort einlassen, der weitaus mehr ist als ,nur‘ eine Ortsgeschichte, sondern so anschaulich und klar und ohne jede Überwältigungsstrategie die Vergangenheit als Diskussions- und Erinnerungs- und Gedenkort diskursiv betrachten lässt, dass es mir geradezu lehrbuchhaft erscheint.“

### Stolpersteine

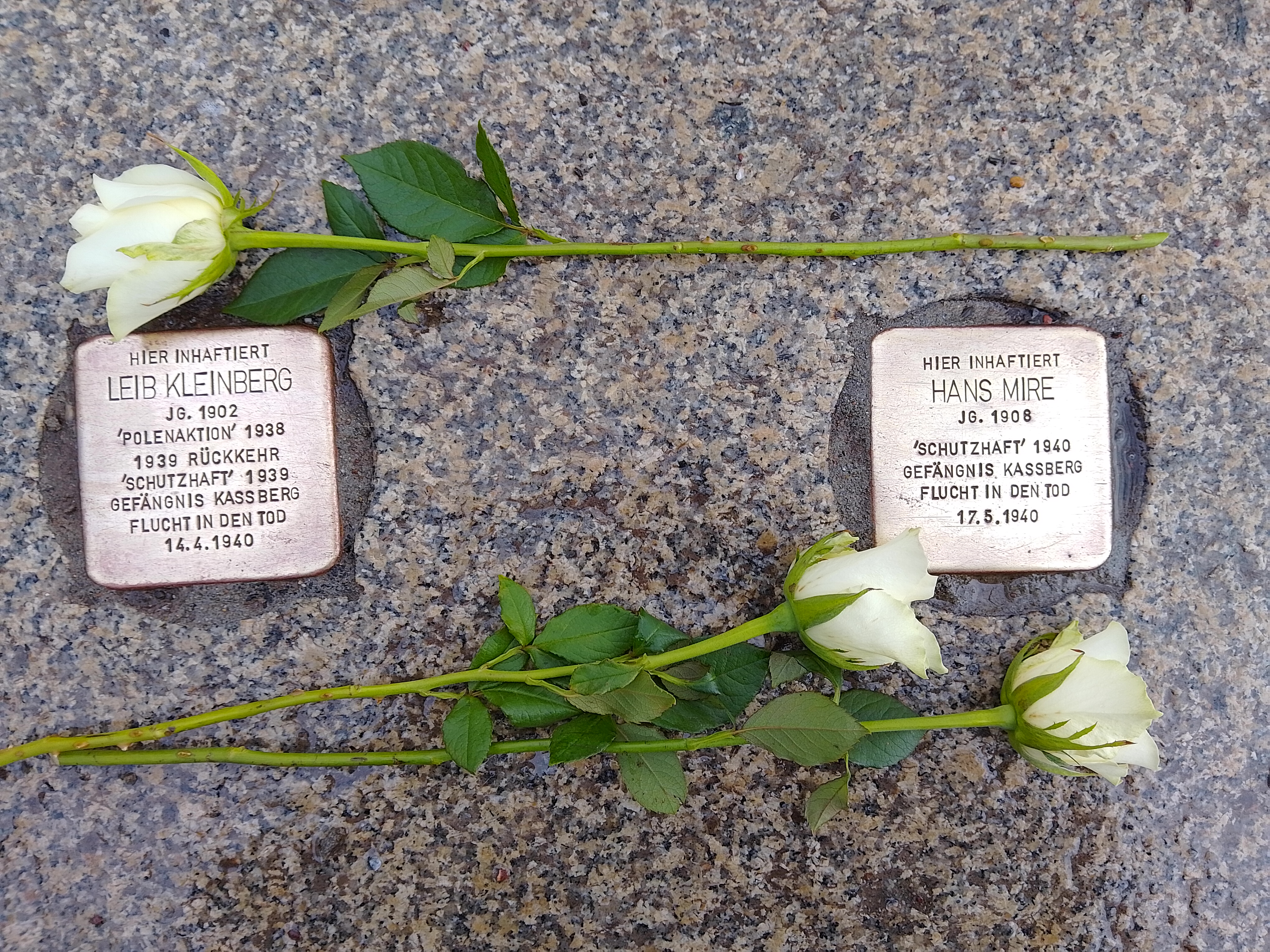
Die Stolpersteine für Leib Kleinberg und Hans Mire in der Kaßbergstraße

Zwei Stolpersteine in der Kaßbergstraße am Gelände des ehemaligen Gefängnisgeländes erinnern an die Schicksale der Haftinsassen Leib Kleinberg und Hans Mire. Sie waren in der NS-Zeit in Haft genommen worden, weil sie Juden waren, und kamen unter ungeklärten Umständen im Gefängnis zu Tode.
Auch andere Leidenswege, an die auf dem Kaßberg und in Chemnitz mit Stolpersteinen erinnert wird, sind mit dem Kaßberg-Gefängnis verbunden, etwa die Schicksale Siegfried, Erna und Edith Friedes (Stolpersteine Hoffmannstraße 52) oder Fritz und Margot Cohns (Eulitzstraße 5/7).

## Haftinsassen

### Kaiserzeit
- Emil Rosenow[101] (1871–1904), Schriftsteller, Redakteur und Reichstagsabgeordneter

### NS-Zeit

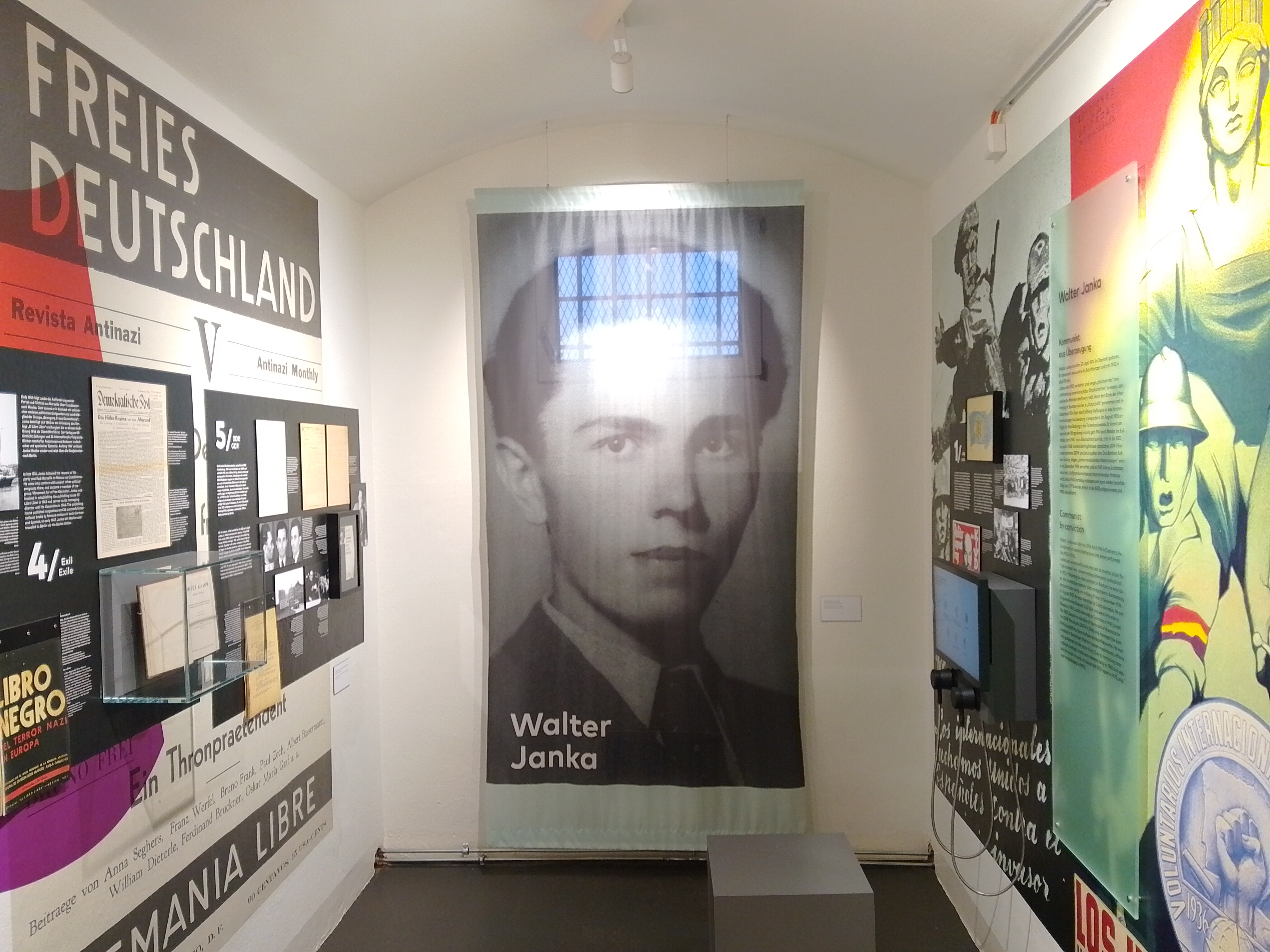
Der biografische Ausstellungsbereich von Walter Janka befindet sich im dritten Obergeschoss des Lernorts im früheren Hafttrakt B.

- Walter Janka[102] (1914–1994), Dramaturg und Verleger
- Bernhard Kuhnt[103] (1876–1946), Politiker
- Alfons Pech[104] (1894–1945), deutsch-russischer Widerstandskämpfer gegen den Nationalsozialismus

### DDR-Zeit

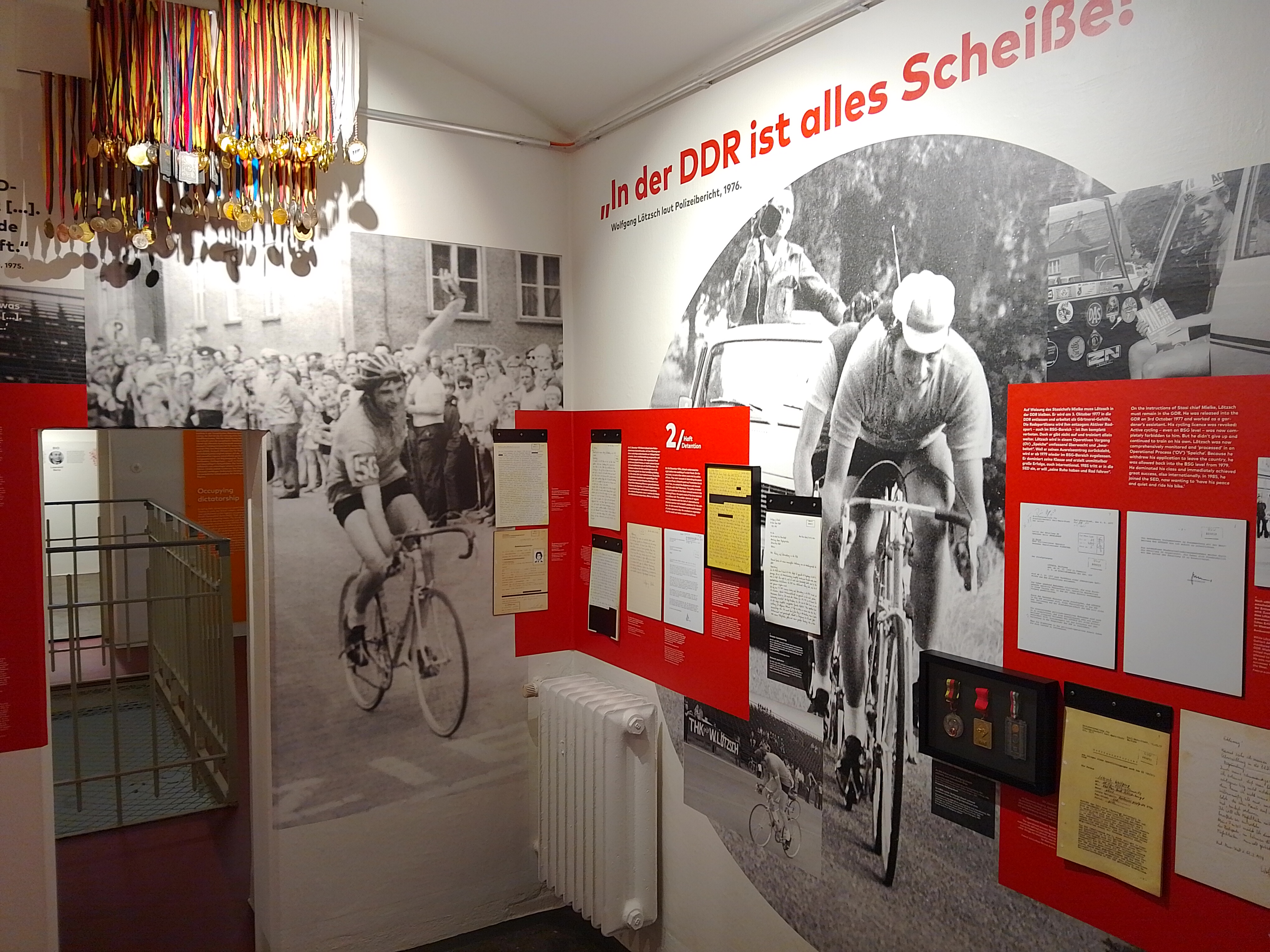
Blick in den biografischen Ausstellungsbereich von Wolfgang Lötzsch im zweiten Obergeschoss

- Jörg Beier[105] (1946–2021), Holzbildhauer und Künstler
- Dieter Dombrowski[106] (* 1951), Politiker
- Peter Engelmann[107] (* 1947), Philosoph, Herausgeber und Verleger
- Dietrich Kessler[108] (* 1946), Musiker, Komponist, Buchautor und Verleger
- Wolfgang Lötzsch[109] (* 1952), Radrennfahrer
- Utz Rachowski[110] (* 1954), Schriftsteller
- Axel Reitel[111] (* 1961), Schriftsteller